# Confuciusornítids
Els confuciusornítids (Confuciusornithidae) són una família extinta d'ocells primitius que visqueren a Àsia durant el Cretaci inferior, fa entre 122,5 i 129,4 milions d'anys. Se n'han trobat restes fòssils a les províncies xineses de Hebei, Liaoning i Mongòlia Interior. Es tracta de l'única família de l'ordre dels confuciusornitiformes (Confuciusornithiformes). Són els ocells dotats de bec més antics coneguts. En un primer moment, la manca de dents d'aquests animals feu pensar que eren herbívors. Tanmateix, la seva anatomia no era apta per a l'herbivorisme, car la ramfoteca del bec, més aviat feble, no servia per moldre. En canvi, el seu consum de peix ha quedat demostrat per la presència de restes de peix en un espècimen de Confuciusornis sanctus.